# Плотникова
Пло́тникова (рос. Плотникова) — присілок у складі Юргамиського району Курганської області, Росія. Входить до складу Кислянської сільської ради.
Населення — 161 особа (2010, 191 у 2002).